# Wohn- und Wirtschaftsgebäude Geestensether Straße 12

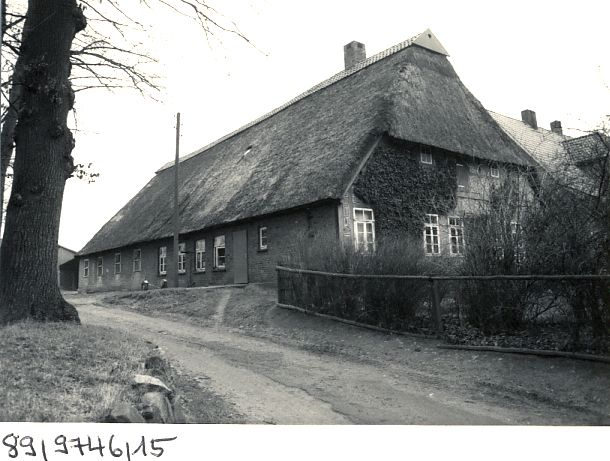
Nordwest- und Südwestfassade (1989)

Das Wohn- und Wirtschaftsgebäude Geestensether Straße 12 in der niedersächsischen Gemeinde Beverstedt, Ortsteil Frelsdorf, im Landkreis Cuxhaven, stammt vom Ende des 18. Jahrhunderts. Aktuell (2024) wird es wohl landwirtschaftlich genutzt.
Das Gebäude steht unter Denkmalschutz (siehe auch Liste der Baudenkmale in Beverstedt).

## Beschreibung
Das eingeschossige giebelständige Wohn- und Wirtschaftsgebäude, ein Zweiständer-Hallenhaus in gleichmäßigem Fachwerk mit Steinausfachungen, mit am Wirtschaftsgiebel vorkragendem reetgedeckten Krüppelwalmdach als Niedersachsengiebel mit Uhlenloch und der Grooten Door mit Rundbogen, wurde 1789 (Inschrift) gebaut.
Das Landesdenkmalamt befand u. a.: „… regionstypisches Hallenhaus der zweiten Hälfte des 18. Jahrhunderts ….“